# 倪若水
倪若水（?—?），字子泉，唐朝恒州稾城县（今河北省石家庄市藁城区）人。
倪若水擢進士第，官至右臺監察御史。到劍南道監察，政绩第一。開元初年，為中書舍人、尚書右丞，出為汴州刺史，政令崇尚清淨，官民安适。又增修孔子庙堂、州县学舍，勸励学生，身為教誨，風化興行，黄河、汴水间称颂不已。
开元三年（西元715年），淮河流域发生严重的虫灾，宰相姚崇下令捕蝗灭虫，汴州刺史倪若水抗拒，反对捕蝗。在姚崇的督促下，倪若水只得积极灭蝗。開元四年（西元716年），唐玄宗令宦官到江南搜集鵁鶄等诸鸟，经过汴州。倪若水知道后，上表劝谏，认为这样会使天下人认为朝廷轻賤人看重鳥。唐玄宗手詔褒扬，放走玩的鸟，问罪使者，賜倪若水四十段帛。
当時天下久平，地方官员看重中央的职官。班景倩从揚州採訪使入朝為大理少卿，過汴州，若水在郊外餞行，对左右说班公此行就像登仙。未幾，入朝為戶部侍郎，開元七年（西元719年），担任尚书右丞，不久去世。

## 延伸阅读
[在维基数据编辑]
 在维基文库阅读此作者作品
 《舊唐書·卷185下》，出自刘昫《舊唐書》
 《新唐書·卷128》，出自《新唐書》